# Гюнери-бей
Гюнери-бей  (тур. Guneri Bey; 1278/81—1300) — третий правитель бейлика Караманогуллары, существовавшего в XIII—XV веках в Анатолии. Отцом его был основатель бейлика Караман-бей. Гюнери-бей успешно сопротивлялся монголам и много сделал для увеличения территории бейлика.

## Биография
Дата рождения Гюнери, как и имя его матери, неизвестна. Его отцом был Караман-бей, а дедом — Нуре Софи, представитель племени салур из турок-огузов. Али Языджиоглу, автор «Огуз-наме» (1423), писал, что Нуре Софи был из племени афшар, которые эмигрировали из Аррана в Сивас из-за монгольского нашествия в 1230 году. Согласно Караман-наме Шикари и «Огуз-наме» Ибн-Биби, Караман и его отец были простыми, не знатными людьми. Караман жёг уголь, а Нуре Софи рубил деревья. Традиция относит получение титула бея отцом Мехмеда, Караманом, к 1225 или к 1256 году (второе более вероятно). Шикари не упоминает Гюнери-бея, об этом сыне Карамана известно из сторонних источников.
После смерти Карамана примерно в 1261—63 годах его место занял Караманоглу Мехмет-бей, брат Гюнери-бея, а после смерти Мехмеда вместе с ещё двумя их братьями в 1278 году ему, вероятно, наследовал Гюнери, во всяком случае, в 1281 году Гюнери был беем. Поражение монгольской армии, нанесённое мамлюкским султаном аль-Мансуром в битве при Хомсе 29 октября 1281 года и смерть Абаки 1 апреля 1282 года привели к беспорядкам в Конийском султанате. Караманоглу Гюнери-бей, пользуясь благоприятной ситуацией, совершал частые набеги в регионе Коньи, в то время как правитель соседнего бейлика, Эшрефоглу Сулейман-бей, разорял район Бейшехира и Акшехира.
Кей-Хосров, бессильный справиться с туркменами, будучи вассалом Хулагуидов, обратился к Текудеру (в исламе — Ахмеду), брату и преемнику Абаки. В помощь Кей-Хосрову Ахмед отправил в Анатолию большую армию во главе со своим братом Конкуртаем. Конкуртай действовал необычайно жестоко. После беспрецедентного разграбления Аксарая Конкуртай добрался до территории Караманидов. Набег Конкуртая принёс лесные пожары, грабежи и насилие, а также массовую резню мирного населения. Оставшиеся в живых женщины и дети были захвачены и проданы в рабство. Дикое даже для людей тех времён разорение, совершённое Конкуртаем, было описано мамлюкским султаном с гневом в письме Текудеру. В январе 1284 года Текудер отозвал Конкуртая и казнил его, тем более, что все эти жестокости были напрасны — Караманиды не сдались и не покорились.
Кей-Хосров умер в 1283 году, его сменили племянник Кей-Кубад III и сын Кей-Кавуса II Масуд II. Масуд, правивший восточной частью Румских земель, был слаб и труслив, Конье он предпочитал более спокойный и безопасный Кайсери. Воспользовавшись монгольском вторжением, в 1285 году вдова бывшего султана Кей-Хосрова попыталась объявить своих сыновей правителями. Её поддержали Гюнери-бей и Эшрефоглу Сулейман, но Аргун-хан захватил и казнил детей.
Тем временем Гюнери-бей взял Ларинду, после переименованную в Караман. По сообщению анонимной «Истории», в 1287 году «сын Карамана» разорял «землю Тарс» (почти наверняка этот «Караманоглу» был Гюнери-беем): «По приказу хана Гайхату, султан Мас‘уд и сахиб во главе войска из монголов и мусульман атаковали Караман. Сын Карамана бежал и разграбил Ларинду. Это произошло к четвергу 9 зу ал-хидджа 686 (15.01.1288)». Ларинда была частично уничтожена, как и её окрестности, однако самого «сына Карамана» и его войска уничтожить не удалось — глава Караманидов увёл своих людей в горы. Летом 1289 года сын Абаки и брат Аргун-хана, Гайхату, лично появился в Конье для урегулирования отношений мятежных беев и Масуда. Лидеры Караманоглу и Эшрефоглу приехали в Конью, чтобы принести оммаж Масуду, Гюнери-бей был в сопровождении своего брата (возможно, Бедреддин Махмуда-бея). Однако после возвращения Гайхату в Иран после смерти Аргун-хана в 1290 году беи опять активизировались. Поскольку султан Масуд жил в Кайсери, а Конья осталась без правителя, Караманиды и Эшрефогуллары постоянно совершали рейды в её окрестности. (Хотя воевали они и между собой.) Один раз беспрепятственный грабёж и разорение Коньи длились три дня подряд. Султан Масуд опять обратился к Гайхату, ставшему ильханом, и тот приехал в Анатолию с большой армией, в которую также вошли грузинские солдаты. Ларинда, Эрегли и деревни вокруг этих городов были уничтожены с особой жестокостью. Число пленных, взятых с земель Караманогулларов и Эшрефогулларов в 1292 году составляло 7 000 человек. Были разорены земли до Ладика (Денизли, Лаодикия) и бейлик Ментеше. Гайхату уничтожал селения без разбора, не только мятежные, но и те, которые всегда были покорны. В Иран из Анатолии Гайхату вернулся с богатой добычей. Однако он был жесток, но некомпетентен как правитель, он не смог организовать противодействие Байду, и в 1295 году потерял как трон, так и жизнь. Несмотря на тяжёлые потери после набега Гайхату, и Эшрефогуллары, и Караманогуллары возобновили свою активность сразу после отъезда ильхана. Генрих Лузиньян, король Кипра, высадил войска в Алании, рассчитывая воспользоваться безвластием в Анатолии, но Караманиды во главе с Махмудом-беем нанесли ему поражение.
Самым слабым монгольское владычество в Анатолии было во времена сына Аргун-хана, Газан-хана. Гюнери-бей поддержал восстания Балту (1297) и Сулемиша (1299), двух монгольских командиров в Анатолии, против Газан-хана. Большое количество, а, возможно, и все тюрки в армии Сулемиша были людьми Караманидов. Газан-хан даже не пытался с ними справиться; о Караманидах, он сказал: «Я искал врага на востоке и западе, пока он прятался под моей одеждой. Если бы не Караманиды, туркмены и курды, монгольские всадники могли бы добрался до места, где заходит солнце». Слова Газан-хана показывают, что монголы считали Караманогулларов основным препятствием для своего господства в Анатолии. Гюнери-бей умер вскоре после восстания Сулемиша, 20 апреля 1300 года.
Источники называют его храбрым и компетентным вождём.